# 潼关、南京之战
潼关、南京之战，金宣宗贞祐四年（蒙古成吉思汗十一年，1216年）蒙金战争中，蒙古经西夏、关陕（今河南灵宝以西和陕西地区），向金朝新都南京（今河南省开封市）进攻的作战。
蒙古帝国攻下金中都（今北京）后，除了派軍继续进攻山东、河北、山西外，成吉思汗再派撒里知无带、三摸合拔都鲁率军经过西夏攻潼关（今陕西潼关东北），南京。1216年八月，三摸合拔都鲁率军与西夏军一起攻打延安，金朝元帅右监兼陕西统军使乌古论庆寿率軍击败西夏军，蒙古軍转而南进。九月初，蒙古攻坊州（今陕西省黄陵县）。金宣宗得知蒙古军南进，诏谕南京多凿坎阱备水，加固城防，封锁渡口。派签书枢密院事永锡率军，指挥屯驻同州（今陕西大荔县）、华州（今陕西华州区）二州的陕西、河南步骑九千人，抵达潼关增强防御。因为尚书左丞兼都元帅、陕西行省仆散端作梗，九千步骑军改归行省指挥，致使永锡率军屯守渑池。过了几天也没有增援潼关。十月，蒙古軍攻潼关，陕州宣抚副使、西安军节度使泥庞古蒲鲁虎率军抵御，寡不敌众，兵败战死。金朝知归德府完颜仲元奉命率军抵达卢氏，加强潼关地区防守，军至，潼关已失。蒙古军东进至阌乡（今河南灵宝西北），数日没有前进。金朝右司谏兼侍御史许古建议选精兵并力迎击，平章政事术虎高琪没有采纳。平阳行省的尚书左丞兼枢密副使胥鼎，得知潼关失守，京师将危，先派潞州元帅、左监军必兰阿鲁带领兵一万，孟州经略使徒单百家领兵五千，由便道渡河至关陕，亲率平阳精兵直抵南京赴援。蒙古军已过陕州（今河南三门峡市西北），列营连绵数十里。胥鼎为防蒙古攻打南京、北渡黄河，先派河东南路怀州（今河南沁阳）孟州（今河南孟州市南）诸军一万五千人从河中（今山西永济西蒲州镇）入援，派河中府判官仆散扫吾出领兵出陕西，又派绛州、解州、吉州、隰州、孟州经略司军南进，夹击蒙古军。十月，蒙古军进至渑池，金朝右副元帅蒲察阿里不孙大军溃逃。蒙古军攻克汝州（今河南临汝），进至汴京西二十里，见金军防守严密，于是撤军。自三门（今河南三门峡市东北三门镇）、集津（今河南三门峡市东北集津镇）渡黄河至平阳（今山西临汾），不胜，撤军北归。